# Paul Weinstein
Paul Ludwig Weinstein (Wallendorf, 5 aprile 1878 – Bochum-Wiemelhausen, 16 agosto 1964) è stato un altista, astista, lunghista, triplista e giavellottista tedesco.
Prese parte ai Giochi olimpici di Saint Louis 1904, aggiudicandosi un settimo posto nel salto con l'asta e la medaglia di bronzo nel salto in alto. Due anni dopo partecipò ai Giochi olimpici intermedi ad Atene, gareggiando in ben sei differenti discipline, ma non riuscì a conquistare alcuna medaglia.

## Palmarès
| Anno | Manifestazione             | Sede        | Evento                  | Risultato | Prestazione | Note                          |
| ---- | -------------------------- | ----------- | ----------------------- | --------- | ----------- | ----------------------------- |
| 1904 | Giochi della III Olimpiade | Saint Louis | Salto in alto           | Bronzo    | 1,778 m     | Miglior prestazione personale |
| 1904 | Giochi della III Olimpiade | Saint Louis | Salto con l'asta        | 7º        | n/d         |                               |
| 1906 | Giochi olimpici intermedi  | Atene       | Salto in alto           | 8º        | 1,65 m      |                               |
| 1906 | Giochi olimpici intermedi  | Atene       | Salto in alto da fermo  | 7º        | 1,25 m      |                               |
| 1906 | Giochi olimpici intermedi  | Atene       | Salto in lungo          | 16º       | 5,725 m     |                               |
| 1906 | Giochi olimpici intermedi  | Atene       | Salto in lungo da fermo | 23º       | 2,650 m     |                               |
| 1906 | Giochi olimpici intermedi  | Atene       | Salto triplo            | 9º        | 12,615 m    |                               |
| 1906 | Giochi olimpici intermedi  | Atene       | Lancio del giavellotto  | nm        | nm          |                               |